# يوني ترانس

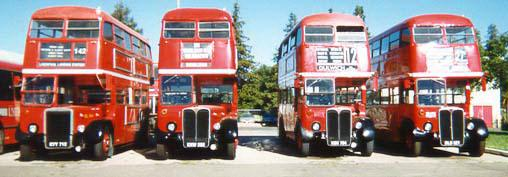
حافلات يوني ترانس

يوني ترانس (بالإنجليزية: Unitrans)‏ هو اسم لنظام الترانزيت الذي يعمل في دافيس، كاليفورنيا. تأخذ اسمها من اختصار ل;كلمتي جامعة النقل: University Transport. باستثناء عدة مناصب إدارية والصيانة، يتم إدارة وتشغيل يوني ترانس بالكامل من قبل الطلاب في جامعة كاليفورنيا، ديفيز الذين يعملون عادة بدوام جزئي. يوني ترانس هي واحدة من أنظمة النقل القليلة في الولايات المتحدة تشغل حافلات بطابقين مثل تلك التي تجدها في لندن.